# Pisenor tenuistylus
Pisenor tenuistylus là một loài nhện trong họ Barychelidae. Loài này phân bố ờ Congo.